# Герасимов, Алексей Алексеевич (футболист)
Алексе́й Алексе́евич Гера́симов (род. 15 апреля 1993, Борисоглебск, Воронежская область, Россия) — российский футболист, защитник.

## Биография
Родился 15 апреля 1993 года в Борисоглебске Воронежской области. В юном возрасте с семьёй переехал в город Курган. В 2000 году родители отвели сына к тренеру ДЮСШ № 3 Виталию Юрьевичу Иванищеву, в которой Герасимов стал выступать на позиции защитника.
С 2008 года выступал в составе курганского «Тобола» в первенстве ЛФК. В 2011 году уехал в Екатеринбург, чтобы учиться в УрФУ им. Б. Н. Ельцина.
С 2013 года стал выступать за молодёжный состав клуба «Урал». В сезоне 2013/14 забил 6 голов, став одним из лучших бомбардиром команды в молодёжном первенстве, был её капитаном.
С августа 2014 до конца года выступал на правах аренды за хабаровскую «СКА-Энергию». 26 ноября 2014 года сыграл за сборную ФНЛ против сборной итальянской Серии B.
1 июля 2015 года Герасимов вместе с Эльбейи Гулиевым перешёл в аренду в казахстанский клуб «Жетысу». Дебютировал в казахстанской Премьер-лиге 12 июля в матче против команды «Ордабасы».
В 2016 году был в составе нижегородской команды «Волга-Олимпиец», но не сыграл за неё из-за проблем с заявкой (трансфер находился в Федерации футбола Казахстана), во второй половине года играл в высшей лиге Белоруссии за «Белшину».
В июле 2017 года подписал контракт с «Томью». Дебютировал 8 июля 2017 года в матче против «Кубани».
В 2018 году вернулся в Екатеринбург и стал играть за «Урал-2», а также заканчивал прерванную учёбу в университете. После игр на Кубке ФНЛ был переведён в главную команду «Урала».
28 июня 2020 года дебютировал в российской премьер-лиге в матче 24-го тура чемпионата против «Тамбова» (2:1).

## Статистика
| Выступление      | Выступление      | Выступление      | Лига | Лига | Кубки | Кубки | Итого | Итого |
| Клуб             | Лига             | Сезон            | Игры | Голы | Игры  | Голы  | Игры  | Голы  |
| ---------------- | ---------------- | ---------------- | ---- | ---- | ----- | ----- | ----- | ----- |
| Урал             | Премьер-лига     | 2019/20          | 4    | 0    | 1     | 0     | 5     | 0     |
| Урал             | Премьер-лига     | 2020/21          | 19   | 0    | 2     | 0     | 21    | 0     |
| Урал             | Премьер-лига     | 2021/22          | 23   | 0    | 1     | 0     | 24    | 0     |
| Урал             | Премьер-лига     | 2022/23          | 9    | 0    | 1     | 0     | 10    | 0     |
| Урал             | Итого            | Итого            | 55   | 0    | 5     | 0     | 60    | 0     |
| → СКА-Энергия    | ФНЛ              | 2014/15          | 5    | 0    | 1     | 0     | 6     | 0     |
| → СКА-Энергия    | Итого            | Итого            | 5    | 0    | 1     | 0     | 6     | 0     |
| → Жетысу         | Премьер-лига     | 2015             | 9    | 0    | 0     | 0     | 9     | 0     |
| → Жетысу         | Итого            | Итого            | 9    | 0    | 0     | 0     | 9     | 0     |
| → Волга-Олимпиец | ПФЛ              | 2015/16          | 0    | 0    | 0     | 0     | 0     | 0     |
| → Волга-Олимпиец | Итого            | Итого            | 0    | 0    | 0     | 0     | 0     | 0     |
| → Белшина        | Высшая лига      | 2016             | 14   | 2    | 0     | 0     | 14    | 2     |
| → Белшина        | Итого            | Итого            | 14   | 2    | 0     | 0     | 14    | 2     |
| → Томь           | ФНЛ              | 2017/18          | 13   | 1    | 1     | 0     | 14    | 1     |
| → Томь           | Итого            | Итого            | 13   | 1    | 1     | 0     | 14    | 1     |
| → Урал-2         | ПФЛ              | 2017/18          | 8    | 1    | —     | —     | 8     | 1     |
| → Урал-2         | ПФЛ              | 2018/19          | 23   | 2    | —     | —     | 23    | 2     |
| → Урал-2         | ПФЛ              | 2019/20          | 14   | 2    | —     | —     | 14    | 2     |
| → Урал-2         | Итого            | Итого            | 45   | 5    | —     | —     | 45    | 5     |
| → КАМАЗ          | Первая лига      | 2022/23          | 12   | 0    | —     | —     | 12    | 0     |
| → КАМАЗ          | Итого            | Итого            | 12   | 0    | —     | —     | 12    | 0     |
| → Нефтехимик     | Первая лига      | 2023/24          | 9    | 0    | 1     | 0     | 10    | 0     |
| → Нефтехимик     | Итого            | Итого            | 9    | 0    | 1     | 0     | 10    | 0     |
| Всего за карьеру | Всего за карьеру | Всего за карьеру | 162  | 8    | 8     | 0     | 170   | 8     |